# Шербенешть (Пеушешть, Вилча)
Шербенешть, Шербенешті (рум. Șerbănești) — село у повіті Вилча в Румунії. Входить до складу комуни Пеушешть.
Село розташоване на відстані 168 км на північний захід від Бухареста, 18 км на захід від Римніку-Вилчі, 85 км на північ від Крайови, 132 км на південний захід від Брашова.

## Населення
За даними перепису населення 2002 року у селі проживали 463 особи, усі — румуни. Усі жителі села рідною мовою назвали румунську.